# Стрейвен
Стрейвен — исторический рыночный город в Саут-Ланаркшире, Шотландия, крупнейшее поселение в Эйвондейле. Он находится в 7,5 километрах к югу от Гамильтона. Через центр города протекает река Поумиллон Берн, которая вливается в Эйвон-Уотер к востоку от города.
В настоящее время численность населения оценивается в 7500 человек. В 1450 году городу была дарована королевская хартия, в соответствии с которой город Стрейвен стал бургом баронства. Через город проходит шоссе A71, соединяющее Эдинбург и Килмарнок.